# 스테이 위드미
《스테이 위드미》(중국어 간체자: 放弃我，抓紧我, 정체자: 放棄我，抓緊我, 병음: Fàngqì wǒ, zhuājǐn wǒ 팡치워, 좌진워[*], Stay with Me)는 2016년 방송되었던 중국의 텔레비전 드라마이다.

## 소개
- 사고로 기억이 23살에 머물게 된 서른 살의 주인공이 과거의 오해를 풀고 옛사랑과 처음에 가졌던 꿈을 되찾기 위해 노력하는 모습을 그린 드라마

## 등장 인물
- 진교은 : 리웨이웨이 (厉薇薇) 역
- 왕카이 : 천이두 (陈亦度) 역
- 차오런량 : 훠샤오 (霍骁) 역
- 천란 (陈燃) : 티파니 (Tiffany) 역
- 장둬 (张铎) : 모판 (莫凡) 역
- 장쉬안루이 (Derek Chang) : 장리아오 (张立翱) 역
- 사군호 (謝君豪) : 훠루이챵 (霍锐强) 역
- 묘해충 (苗皓钧) : 훠루이융 (霍锐勇) 역
- 두녕림 (杜宁林) : 왕위전 (王玉珍) 역
- 차오란란 (曹然然) : 어우예 (欧叶) 역
- 류멍멍 (刘萌萌) : 제니 (Jenny) 역
- 왕효묘 (王晓卯) : 수페이 (苏菲) 역
- 곽가호 (郭家豪) : 차오중 (曹钟) 역
- 기향 (亓航) - 캉싱 역
- 정용 (郑龙) : 조지 (乔治) 역
- 부가 (傅迦) : 라오완 (老万) 역